# Lười (động vật)
Lười hay con lười (Danh pháp khoa học: Folivora) là một phân bộ động vật gồm những loài thú cỡ trung bình thuộc về họ Megalonychidae (lười hai ngón) và họ Bradypodidae (lười ba ngón) với tổng cộng có sáu loài. Chúng được nhóm Delsuc, Catzeflis, Stanhope, và Douzery mô tả và phân loại trong năm 2001. Đặc trưng chung của những con lười là sự chậm chạp và lười vận động và có ngoại hình trông khá ngu đần, thờ ơ, nhưng đây chính là sự tiến hóa để thích nghi với môi trường sống của chúng, nhất là những môi trường không có nhiều chất dinh dưỡng thì chúng phải tiết chế năng lượng bằng cách hạn chế sự vận động. Chúng ngủ khoảng 10 tiếng 1 ngày, ăn uống rất điều độ (với chế độ ăn chủ yếu là rau xanh).

## Đặc điểm

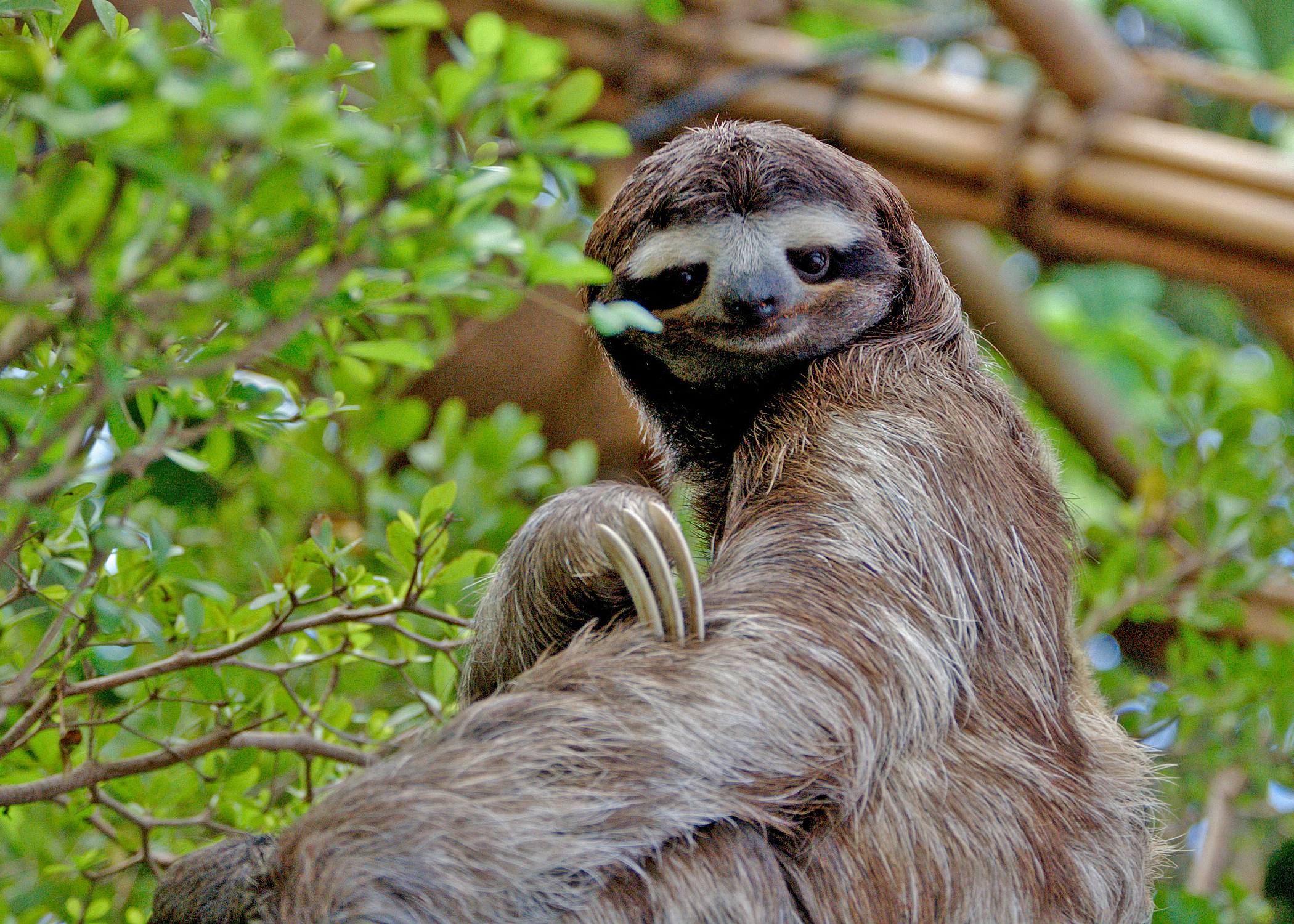
Một con lười ba móng ở vườn thú Dallas